# MIT Technology Review
MIT Technology Review är ett tidningsmagasin publicerat av Massachusetts Institute of Technology. Tidningen började utges år 1899 under namnet The Technology Review. Tidningen har fått utmärkelser för god teknisk journalistik.